# Miss Argentina
Miss Argentina é um tradicional concurso de beleza feminino realizado anualmente desde 1954. Todo ano, diversas candidatas de diferentes partes do país sul americano disputam a coroa que as levam ao concurso internacional de maior porte atualmente, o Miss Universo. No certame internacional a Argentina só conquistou uma vez a coroa com Norma Nolan em 1962 e também figurou várias vezes nas semifinais do concurso.

## Vencedoras

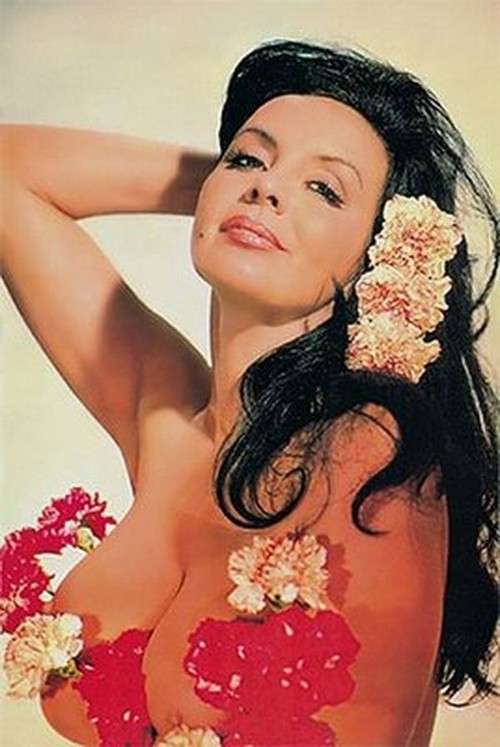
Isabel Sarli, Miss Argentina 1955.

| Ano  | Vitoriosa                | Província    | Colocação              |
| 1954 | Ivana Olga Kislinger     | Buenos Aires | Semifinalista (Top 15) |
| 1955 | Hilda Isabel Sarli       | Buenos Aires | Semifinalista (Top 15) |
| 1956 | Ileana Carré             | Buenos Aires | Semifinalista (Top 15) |
| 1957 | Mónica Lamas             | Buenos Aires | Semifinalista (Top 15) |
| 1958 | Celina Ayala             | Misiones     |                        |
| 1959 | Liana Cortijo            | Buenos Aires |                        |
| 1960 | Rosemarie Lincke         | Buenos Aires |                        |
| 1961 | Adriana Gardiazábal      | Buenos Aires | 3º. Lugar              |
| 1962 | Norma Beatriz Nolan      | Santa Fé     | MISS UNIVERSO 1962     |
| 1963 | Olga Galuzzi             | Buenos Aires | Semifinalista (Top 15) |
| 1964 | Mª Amalia Ramírez        | Santa Fé     | Semifinalista (Top 10) |
| 1966 | Elba Beatriz Basso       | Buenos Aires |                        |
| 1967 | A. Yolanda Scuffi        | Buenos Aires |                        |
| 1968 | Maria Jordán Vidal       | Buenos Aires |                        |
| 1969 | Lidia Esther Pepe        | Corrientes   |                        |
| 1970 | Beatriz Marta Gros       | Buenos Aires | 5º. Lugar              |
| 1971 | Maria Del Carmen V.      | Santa Fé     |                        |
| 1972 | Norma Elena Dudik        | Buenos Aires |                        |
| 1973 | Susana Romero            | Buenos Aires | Semifinalista (Top 12) |
| 1974 | Leonor Guggini           | Buenos Aires |                        |
| 1975 | Rosa Valle Santillán     | Tucumán      |                        |
| 1976 | Lilian Noemí de Asti     | Buenos Aires | Semifinalista (Top 12) |
| 1977 | Maritza Elizabet Jurado  | Buenos Aires | Semifinalista (Top 12) |
| 1978 | Delia Stella Maria Muslo | Córdoba      |                        |
| 1979 | Adriana Virginia Alvarez | Buenos Aires | Semifinalista (Top 12) |
| 1980 | S. Graciela Piedrabuena  | Santa Fé     |                        |
| 1981 | Susana Mabel Reynoso     | Santa Cruz   |                        |
| 1982 | Maria Alejandra Basile   | Buenos Aires |                        |
| 1983 | Maria Daniela Carrara    | Buenos Aires |                        |
| 1984 | Leila Elizabeth Aidar    | Buenos Aires |                        |
| 1985 | Yanina Marisel Castaño   | Buenos Aires |                        |
| 1986 | Mª Fernández Espadero    | Buenos Aires |                        |
| 1987 | Carolina Brachetti       | Buenos Aires |                        |
| 1988 | Claudia Pereyra          | Buenos Aires |                        |
| 1989 | Luisa Norbis             | Córdoba      |                        |
| 1990 | Paola Della Torre        | Salta        |                        |
| 1991 | Verónica Honnorat        | Chaco        |                        |
| 1992 | Laura Verónica Rafael    | Buenos Aires |                        |
| 1993 | Alicia Andrea Ramón      | Chaco        |                        |
| 1994 | Guadalupe Magnano †      | Córdoba      |                        |
| 1996 | Verónica Ledezma         | Buenos Aires |                        |
| 1997 | Nazarena González        | Buenos Aires |                        |
| 1998 | Marcela Viviana Brane    | Córdoba      |                        |
| 1999 | Elena Mabel Fournier     | Santa Fé     |                        |
| 2000 | Andrea Nicastri          | Buenos Aires |                        |
| 2001 | Romina Incicco           | Santa Fé     |                        |
| 2003 | Laura Constanza          | Buenos Aires |                        |
| 2006 | Magali Romitelli         | Córdoba      | Semifinalista (Top 20) |
| 2007 | Daniela A. Stucan        | Buenos Aires |                        |
| 2008 | Silvana Belli Vega       | San Juan     |                        |
| 2009 | Johanna Mariel Lasić     | Buenos Aires |                        |
| 2010 | Yésica Di Vincenzo       | Buenos Aires |                        |
| 2011 | Natalia Rodríguez        | Buenos Aires |                        |
| 2012 | Camila Solórzano         | Tucumán      |                        |
| 2013 | Brenda González          | Santa Fé     |                        |
| 2014 | Valentina Ferrer         | Córdoba      | Semifinalista (Top 10) |
| 2015 | Claudia Barrionuevo      | Salta        |                        |
| 2016 | Estefanía Bernal         | Buenos Aires |                        |
| 2017 | Stefanía Incandela       | Buenos Aires |                        |
| 2018 | Agustina Pivowarchuk     | Buenos Aires |                        |

### Observações
- Nos anos de 1965, 1995, 2002, 2004 e 2005 o país não participou do concurso.

## Conquistas por Províncias
| Província Argentina | Vitórias | Título Mais Recente |
| ------------------- | -------- | ------------------- |
| Buenos Aires        | 19       | 2018                |
| Buenos Aires        | 17       | 2009                |
| Santa Fé            | 7        | 2013                |
| Córdoba             | 6        | 2014                |
| Tucumán             | 2        | 2012                |
| Chaco               | 2        | 1993                |
| San Juan            | 1        | 2008                |
| Salta               | 2        | 2015                |
| Santa Cruz          | 1        | 1981                |
| Corrientes          | 1        | 1969                |
| Misiones            | 1        | 1958                |